# Strana státu přímé demokracie – Strana práce
Strana státu přímé demokracie – Strana práce (zkratka SSPD-SP; v letech 2004–2015 pouze Strana práce) je česká krajně pravicová politická strana, založená v březnu 2004. Předsedou strany je od jejího vzniku Radoslav Štědroň.

## Historie
Základními body strany jsou například omezení imunity poslanců a senátorů, důraz na právní systém, posílení přímé demokracie či privatizace státních podniků.[zdroj?]
Strana kandidovala do voleb v roce 2006 v rámci Koalice pro Českou republiku. V roce 2014 postavila strana kandidáta do Senátu, kterým byl její předseda Radoslav Štědroň, v obvodu Ostrava-město, kde však neuspěl. V roce 2016 Radoslav Štědroň kandidoval na post senátora znovu v obvodu Bruntál, kde však opět neuspěl a dle odevzdaných hlasů obsadil poslední místo. V roce 2018 kandidoval Štědroň v čele koalice Dělnické strany sociální spravedlnosti a Strany státu přímé demokracie – Strany práce do zastupitelstva města Ostravy a současně se opět ucházel o post senátora za volební obvod Ostrava-město, jako jeden z devíti kandidátů.
Strana navrhuje nový text Ústavy České republiky. Jeho přijetí má podle strany předcházet celonárodní diskuze trvající alespoň dva roky a následně má být schválen v referendu. Návrh této ústavy má 248 článků a v úvodu obsahuje např. prohlášení: „Pro člověka na této planetě je vše marnost nad marnost nebude-li žít v míru; i mír je láska, nic vyššího člověk na zemi nemá.“
Předseda strany Radoslav Štědroň je autorem knihy Svrchovaný stát a veřejné zdroje, kde se mj. věnuje rozdělení přírodních zdrojů na obnovitelné a neobnovitelné, přičemž toho rozdělení kritizuje.
Od roku 2021 strana spolupracuje s hnutím Švýcarská demokracie, ve sněmovních volbách v roce 2021 za něj neúspěšně kandidoval do Poslanecké sněmovny předseda strany Radoslav Štědroň.